# Campeonato Mundial de Hockey sobre Hielo Masculino de 2005
El LXIX Campeonato Mundial de Hockey sobre Hielo Masculino se celebró en Viena e Innsbruck (Austria) entre el 30 de abril y el 15 de mayo de 2005, bajo la organización de la Federación Internacional de Hockey sobre Hielo (IIHF) y la Federación Austriaca de Hockey sobre Hielo. 

## Sedes
| Ciudad    | Instalación               | Capacidad |
| --------- | ------------------------- | --------- |
| Innsbruck | Olympic Ice Hockey Center | 10 000    |
| Viena     | Wiener Stadthalle         | 16 000    |

## Grupos
Participaron 16 selecciones nacionales divididas en 4 grupos.
| Grupo A     | Grupo B        | Grupo C   | Grupo D         |
| ----------- | -------------- | --------- | --------------- |
| Austria     | Canadá         | Dinamarca | Alemania        |
| Bielorrusia | Eslovenia      | Finlandia | Kazajistán      |
| Eslovaquia  | Estados Unidos | Suecia    | República Checa |
| Rusia       | Letonia        | Ucrania   | Suiza           |

## Primera fase
|  | Equipos que avanzan a la Segunda fase       |
|  | Equipos que compiten en la Fase de descenso |

### Grupo A
| Equipo      | PJ | G | E | P | GF | GC | DG  | PTS |
| ----------- | -- | - | - | - | -- | -- | --- | --- |
| Eslovaquia  | 3  | 2 | 1 | 0 | 13 | 5  | +8  | 5   |
| Rusia       | 3  | 2 | 1 | 0 | 9  | 5  | +4  | 5   |
| Bielorrusia | 3  | 1 | 0 | 2 | 6  | 4  | +2  | 2   |
| Austria     | 3  | 0 | 0 | 3 | 3  | 17 | -14 | 0   |

### Grupo B
| Equipo         | PJ | G | E | P | GF | GC | DG  | PTS |
| -------------- | -- | - | - | - | -- | -- | --- | --- |
| Canadá         | 3  | 3 | 0 | 0 | 17 | 5  | +12 | 6   |
| Estados Unidos | 3  | 2 | 0 | 1 | 11 | 4  | +7  | 4   |
| Letonia        | 3  | 1 | 0 | 2 | 8  | 10 | -2  | 2   |
| Eslovenia      | 3  | 0 | 0 | 3 | 1  | 18 | -17 | 0   |

### Grupo C
| Equipo    | PJ | G | E | P | GF | GC | DG  | PTS |
| --------- | -- | - | - | - | -- | -- | --- | --- |
| Suecia    | 3  | 3 | 0 | 0 | 15 | 3  | +12 | 6   |
| Finlandia | 3  | 2 | 0 | 1 | 7  | 7  | 0   | 4   |
| Ucrania   | 3  | 1 | 0 | 2 | 5  | 8  | -3  | 2   |
| Dinamarca | 3  | 0 | 0 | 3 | 2  | 11 | -9  | 0   |

### Grupo D
| Equipo          | PJ | G | E | P | GF | GC | DG | PTS |
| --------------- | -- | - | - | - | -- | -- | -- | --- |
| República Checa | 3  | 3 | 0 | 0 | 6  | 1  | +5 | 6   |
| Suiza           | 3  | 2 | 0 | 1 | 8  | 5  | +3 | 4   |
| Kazajistán      | 3  | 1 | 0 | 2 | 3  | 4  | -1 | 2   |
| Alemania        | 3  | 0 | 0 | 3 | 2  | 9  | -7 | 0   |

## Segunda fase
|  | Equipos que avanzan a la Fase final |
|  | Equipos eliminados de la promoción  |

### Grupo E
| Equipo          | PJ | G | E | P | GF | GC | DG  | PTS |
| --------------- | -- | - | - | - | -- | -- | --- | --- |
| Rusia           | 5  | 3 | 2 | 0 | 13 | 8  | +5  | 8   |
| República Checa | 5  | 4 | 0 | 1 | 15 | 5  | +10 | 8   |
| Eslovaquia      | 5  | 3 | 1 | 1 | 12 | 11 | +1  | 7   |
| Suiza           | 5  | 2 | 1 | 2 | 9  | 10 | -1  | 5   |
| Bielorrusia     | 5  | 1 | 0 | 4 | 4  | 11 | -7  | 2   |
| Kazajistán      | 5  | 0 | 0 | 5 | 3  | 11 | -8  | 0   |

### Grupo F
| Equipo         | PJ | G | E | P | GF | GC | DG  | PTS |
| -------------- | -- | - | - | - | -- | -- | --- | --- |
| Suecia         | 5  | 4 | 0 | 1 | 23 | 13 | +10 | 8   |
| Canadá         | 5  | 3 | 1 | 1 | 18 | 14 | +4  | 7   |
| Estados Unidos | 5  | 2 | 2 | 1 | 14 | 10 | +4  | 6   |
| Finlandia      | 5  | 1 | 3 | 1 | 12 | 13 | -1  | 5   |
| Letonia        | 5  | 1 | 1 | 3 | 9  | 18 | -9  | 3   |
| Ucrania        | 5  | 0 | 1 | 4 | 5  | 13 | -8  | 1   |

## Fase de descenso
|  | Equipos clasificados para el 2006 IIHF World Championship |
|  | Equipos descendidos a la División I                       |

### Grupo G
| Equipo    | PJ | G | E | P | GF | GC | DG | PTS |
| --------- | -- | - | - | - | -- | -- | -- | --- |
| Eslovenia | 3  | 2 | 0 | 1 | 11 | 14 | -3 | 4   |
| Dinamarca | 3  | 2 | 0 | 1 | 10 | 9  | +1 | 4   |
| Alemania  | 3  | 1 | 1 | 1 | 13 | 5  | +8 | 3   |
| Austria   | 3  | 0 | 1 | 2 | 7  | 12 | -5 | 1   |

## Fase final
|  | Cuartos de final | Cuartos de final |                 |       | Semifinales  | Semifinales  |  |  | Final | Final |
|  |                  |                  |                 |       |              |              |  |  |       |       |
|  |                  |                  |                 |       |              |              |  |  |       |       |
|  |                  |                  |                 |       |              |              |  |  |       |       |
|  | Suecia           | 2                |                 |       |              |              |  |  |       |       |
|  | Suecia           | 2                |                 |       |              |              |  |  |       |       |
|  | Suiza            | 1                |                 |       |              |              |  |  |       |       |
|  | Suiza            | 1                | Suecia          | 2     |              |              |  |  |       |       |
|  |                  |                  | Suecia          | 2     |              |              |  |  |       |       |
|  |                  | República Checa  | 3               |       |              |              |  |  |       |       |
|  | República Checa  | República Checa  | 3               | 3     |              |              |  |  |       |       |
|  | República Checa  |                  |                 | 3     |              |              |  |  |       |       |
|  | Estados Unidos   | 2                |                 |       |              |              |  |  |       |       |
|  | Estados Unidos   | 2                | República Checa | 3     |              |              |  |  |       |       |
|  |                  |                  | República Checa | 3     |              |              |  |  |       |       |
|  |                  | Canadá           | 0               |       |              |              |  |  |       |       |
|  | Canadá           | Canadá           | 0               | 5     |              |              |  |  |       |       |
|  | Canadá           |                  |                 | 5     |              |              |  |  |       |       |
|  | Eslovaquia       | 4                |                 |       |              |              |  |  |       |       |
|  | Eslovaquia       | 4                | Canadá          | 4     | Tercer lugar | Tercer lugar |  |  |       |       |
|  |                  |                  | Canadá          | 4     |              |              |  |  |       |       |
|  |                  | Rusia            | 3               |       |              |              |  |  |       |       |
|  | Rusia            | Rusia            | 3               | 4     | Suecia       | 3            |  |  |       |       |
|  | Rusia            |                  |                 | 4     | Suecia       | 3            |  |  |       |       |
|  | Finlandia        | 3                |                 | Rusia | 6            |              |  |  |       |       |
|  | Finlandia        | 3                |                 |       | 6            |              |  |  |       |       |
|  |                  |                  |                 |       |              |              |  |  |       |       |
|  |                  |                  |                 |       |              |              |  |  |       |       |

## Medallero
|                 |        |       |
| República Checa | Canadá | Rusia |